# The end (álbum de Mika Nakashima)
The End es el álbum debut de Nana starring Mika Nakashima (Mika Nakashima tomando el rol ficticio de Nana Ōzaki de la película Nana). El álbum fue lanzado el día 13 de diciembre del año 2006 bajo el sello Sony Music Entertainment Japan.

## Detalles
Este es el primer álbum de Nakashima lanzado bajo un nombre alternativo al de su nombre real, debido principalmente a que está completamente inspirado en el personaje de Nana Ōzaki y su banda Black Stones. Todos los temas son muy distintos a la música que la cantante realiza normalmente, con ritmos del J-rock y pop punk.
En el álbum fueron incluidos todos los temas anteriormente presentes en el sencillo de "Glamorous Sky" producido por Hyde de L'Arc~en~Ciel (el primer sencillo lanzado bajo el nombre Nana starring Mika Nakashima), y también los incluidos en el sencillo de "Hitoiro", producido por Takuro de Glay. El álbum contiene también una versión alternativa punk del tema recién nombrado. Originalmente este tema iba a ser llamado "Alternative Punk Ver", pero posteriormente fue cambiado a "Altanative". También fue incluido un cover del tema "My Way" de Sid Vicious.

## Canciones
1. Hitoiro (一色?)
2. Eyes For The Moon
3. Glamorous Sky
4. Blowing Out
5. My Medicine
6. Neglest Mind
7. Real World
8. Isolation
9. Blood
10. Hitoiro (一色?) <Altanative>
11. My Way

- Datos: Q3122896